# Rancho Alegre D'Oeste
Rancho Alegre D'Oeste este un oraș în Paraná (PR), Brazilia.